# Freiwilliger Helfer
Der Begriff freiwillige Helfer der Deutschen Demokratischen Republik (DDR) ist ein Synonym und Oberbegriff für all jene zivilen Helfer, die im Rahmen der Festigung und Stärkung der Arbeiter-und-Bauern-Macht seit 1952 ehrenamtlich aktiv im Bereich als
- Freiwillige Helfer der Volkspolizei (FH) (1952–1990)
- Freiwillige Helfer der Grenztruppen (FHG) (1958–1990) und
- Organisation freiwilliger Luftschutzhelfer (OfL) (1958–1970)

in der Deutschen Volkspolizei und den Grenztruppen der DDR mitwirkten, ferner auch im Bereich des Luftschutzes der DDR. Die Luftschutzhelfer gingen bis 1978 schrittweise in der Zivilverteidigung der DDR auf.

## Rechtsgrundlagen
- Verordnung zur Zulassung freiwilliger Helfer zur Unterstützung der Volkspolizei vom 25. September 1952, Geschäftsblatt der DDR 1952, S. 967
- Verordnung zur Zulassung freiwilliger Helfer zur Unterstützung der Deutschen Grenzpolizei vom 5. Juni 1958, Geschäftsblatt der DDR 1958, S. 501
- Verordnung über die Zulassung und die Tätigkeit freiwilliger Helfer zur Unterstützung der Deutschen Volkspolizei und der Grenztruppen der Nationalen Volksarmee vom 16. März 1963, Geschäftsblatt der DDR, Teil II, Nr. 30, S. 241–242
- Verordnung über die freiwilligen Helfer der Deutschen Volkspolizei vom 1. April 1982, Geschäftsblatt der DDR 1982, S. 343
- Verordnung über die Bildung der Organisation freiwilliger Luftschutzhelfer vom 11. Februar 1958, Geschäftsblatt der DDR 1958, Nr. 12, S. 124ff